# Tamgaly
Tamgaly (kazašsky Тамғалы) nebo také Tanbaly je skalní soutěska v pohoří Anrakaj na východě Kazachstánu. Je situována ve stepi 170 kilometrů od města Almaty. Oblast sloužila od doby bronzové jako svatyně a nekropole. Na ploše okolo 900 hektarů se nachází 48 lokalit se zhruba 5000 petroglyfy spojenými s kultem slunečního boha. Výjevy lovu, pastevectví a obětování zvířat, jejichž stáří se odhaduje až na čtyři tisíce let, jsou dokladem o životě původních obyvatel regionu Sedmiříčí. V roce 2004 bylo Tamgaly zapsáno na seznam Světového dědictví.   

## Fotogalerie

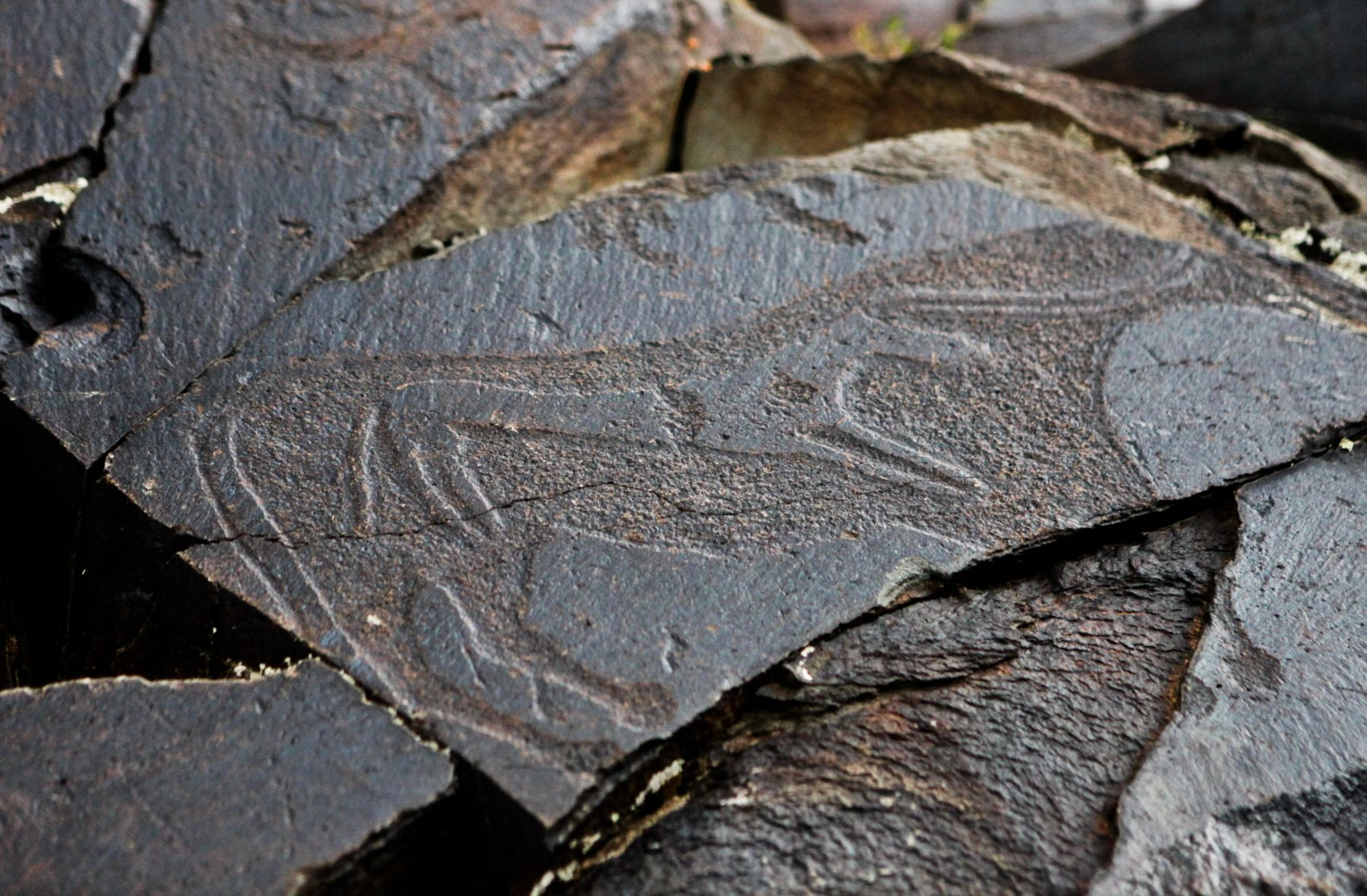
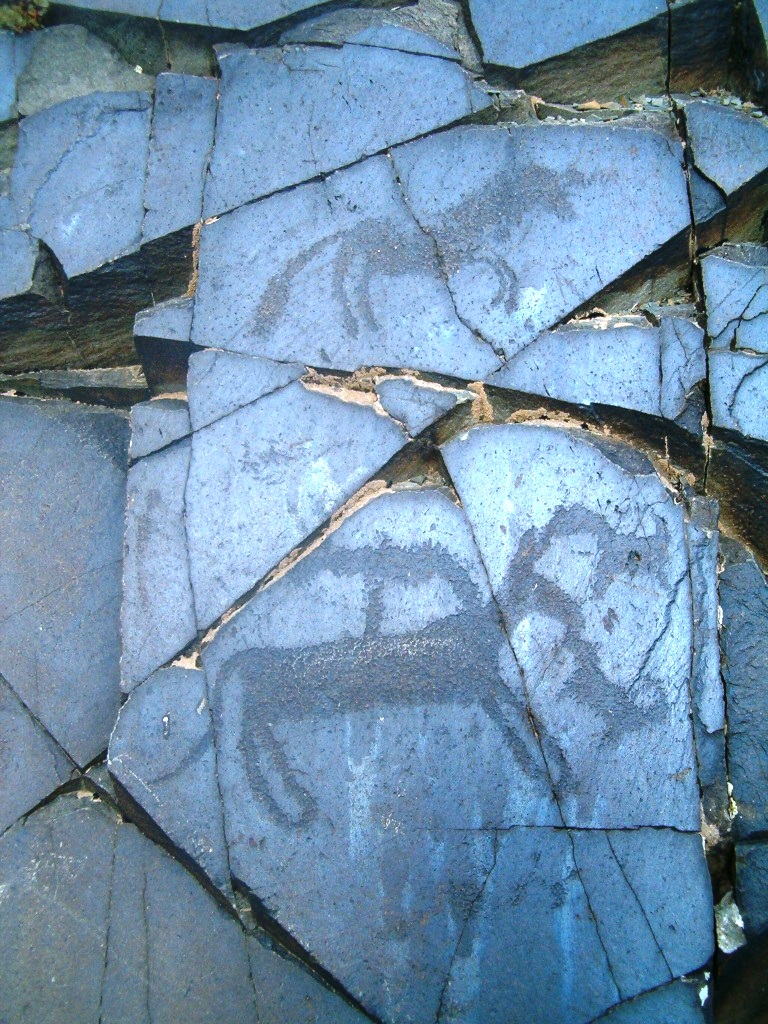
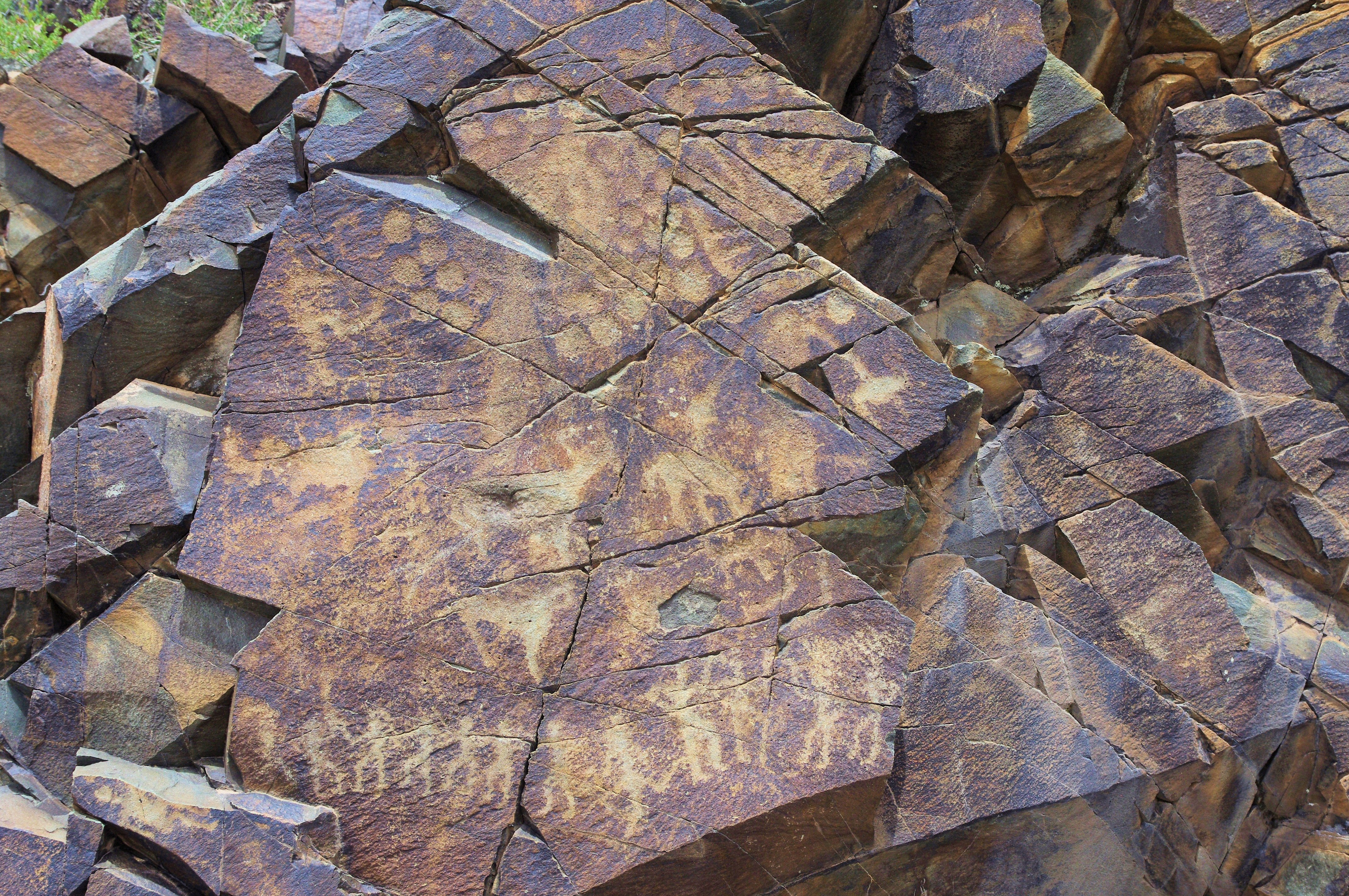
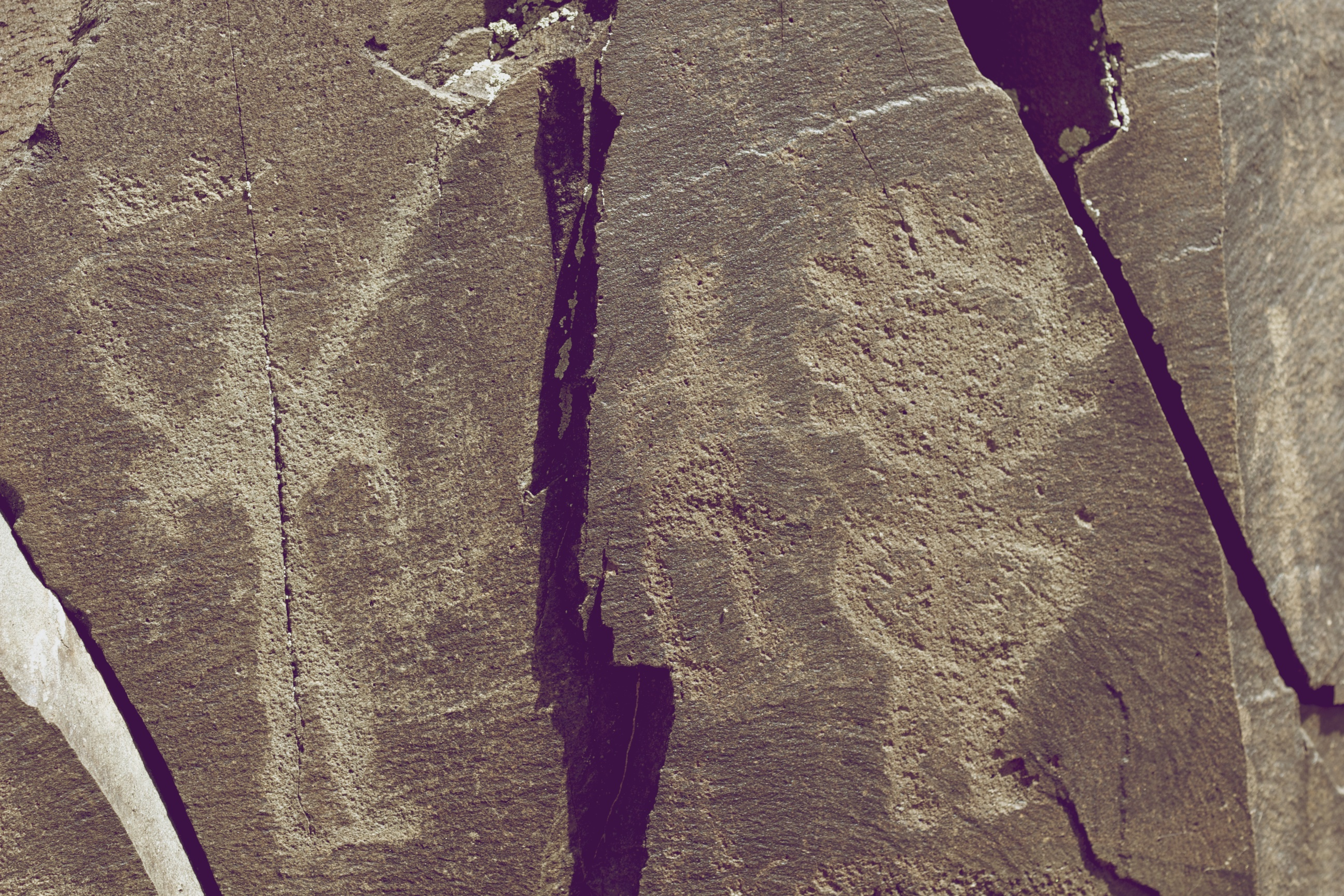